# Pánuco (kommun i Mexiko, Veracruz, lat 22,06, long -98,26)
Pánuco är en kommun i Mexiko.   Den ligger i delstaten Veracruz, i den östra delen av landet, 300 km norr om huvudstaden Mexico City. Antalet invånare är 91 006. Arean är 3 278 kvadratkilometer.
Terrängen i Pánuco är platt.
Följande samhällen finns i Pánuco:
- Pánuco
- Moralillo
- Guayalejo
- Oviedo
- Colonia Piloto
- Vega de Otates
- Nuevo Chicayán
- Pánuco
- Calentadores
- Tampuche
- Vega Cercada
- Tlaxcalita
- Ochoa
- Alto del Chijol
- Jaboncillo
- El Morillo
- La Palma
- Manlio Fabio Altamirano
- La Angostura
- Miradores
- Escudo Nacional
- Tanchicuín Boca del Estero
- La Cortadura
- El Cube de la Isleta
- La Potosina
- Tanchicuín Piedras
- Calentadores Dos
- El Terrero
- Alto de Vega Cercada
- Monterrey
- Paso Potrero
- Pavos
- Miguel Hidalgo
- Chunca
- El Cube de Tamante
- El Recreo
- Los Aztecas
- Pemuxtitla II
- Tamboyoche y Topila
- Ejido Vicente Guerrero
- Nuevo Asturias
- Tancoco
- Venable